# 任士璦
任士璦（？年—？年），字西霍，號正誼，山東東昌府聊城縣人，由監生，康熙三十年任順慶府通判，應封承德郎。